# TV Chile
TV Chile är den chilenska TV-kanalen Television Nacional de Chiles utlandskanal.

## Historik
1989 fick kanalen sitt språng ut i världen, när man i Spanien kunde se TV Chile, via kommunikationssatelliten Chilesat. Numera kan man se kanalen via kabel-tv eller öppet, över hela världen.

### Programutbud
TV Chile sänder 24 timmar om dygnet, och visar bland annat nyheter, underhållning, chilenska såpoperor, utvalda matcher från den chilenska fotbollsligan och man sände Viña del Mar-festivalen 2007–2010.

### I Sverige
Via Com Hem kan man se TV Chile i kanalplats 178, samt kanalplats 307 via Telia. Man kan också se kanalen via Viasat och satellit via Sirius 3.

### Länder
Länder där TV Chile finns antingen i kabel- eller satellitutbud:
Nordamerika
- Amerikas förenta stater
- Kanada
- Mexiko

Centralamerika
- Costa Rica
- El Salvador
- Guatemala
- Honduras
- Panama
- Puerto Rico
- Dominikanska republiken

Sydamerika
- Argentina
- Bolivia
- Brasilien
- Chile (TVN)
- Colombia
- Ecuador
- Paraguay
- Peru
- Uruguay
- Venezuela

Europa
- Danmark
- Finland
- Norge
- Spanien
- Sverige
- Tyskland

Oceanien
- Australien